# Silver City (Iowa)
Silver City és una població dels Estats Units a l'estat d'Iowa. Segons el cens del 2000 tenia 259 habitants.

## Demografia
Segons el cens del 2000, Silver City tenia 259 habitants, 110 habitatges, i 80 famílies. La densitat de població era de 454,5 habitants/km².
Dels 110 habitatges en un 32,7% hi vivien nens de menys de 18 anys, en un 60% hi vivien parelles casades, en un 11,8% dones solteres, i en un 26,4% no eren unitats familiars. En el 22,7% dels habitatges hi vivien persones soles el 13,6% de les quals corresponia a persones de 65 anys o més que vivien soles. El nombre mitjà de persones vivint en cada habitatge era de 2,35 i el nombre mitjà de persones que vivien en cada família era de 2,75.
Per edats la població es repartia de la següent manera: un 25,9% tenia menys de 18 anys, un 3,5% entre 18 i 24, un 29,7% entre 25 i 44, un 25,5% de 45 a 60 i un 15,4% 65 anys o més.
L'edat mediana era de 39 anys. Per cada 100 dones de 18 o més anys hi havia 90,1 homes.
La renda mediana per habitatge era de 36.250 $ i la renda mediana per família de 43.125 $. Els homes tenien una renda mediana de 29.000 $ mentre que les dones 31.071 $. La renda per capita de la població era de 14.864 $. Entorn del 3,6% de les famílies i el 5,2% de la població estaven per davall del llindar de pobresa.

## Poblacions més properes
El següent diagrama mostra les poblacions més properes.